# Dolînne, Kirovske
Dolînne (în ucraineană Долинне) este un sat în comuna Lhovske din raionul Kirovske, Republica Autonomă Crimeea, Ucraina.

## Demografie
Componența lingvistică a localității Dolînne
     Tătară crimeeană (63,45%)
     Rusă (27,92%)
     Ucraineană (7,61%)
     Alte limbi (1,02%)
Conform recensământului din 2001, majoritatea populației localității Dolînne era vorbitoare de tătară crimeeană (63,45%), existând în minoritate și vorbitori de rusă (27,92%) și ucraineană (7,61%).